# Перуджа (провінція)
Провінція Перуджа (італ. Provincia di Perugia) — провінція в Італії, у регіоні Умбрія. 
Площа провінції — 6 334 км², населення — 675 955 осіб.
Столицею провінції є місто Перуджа.

## Географія

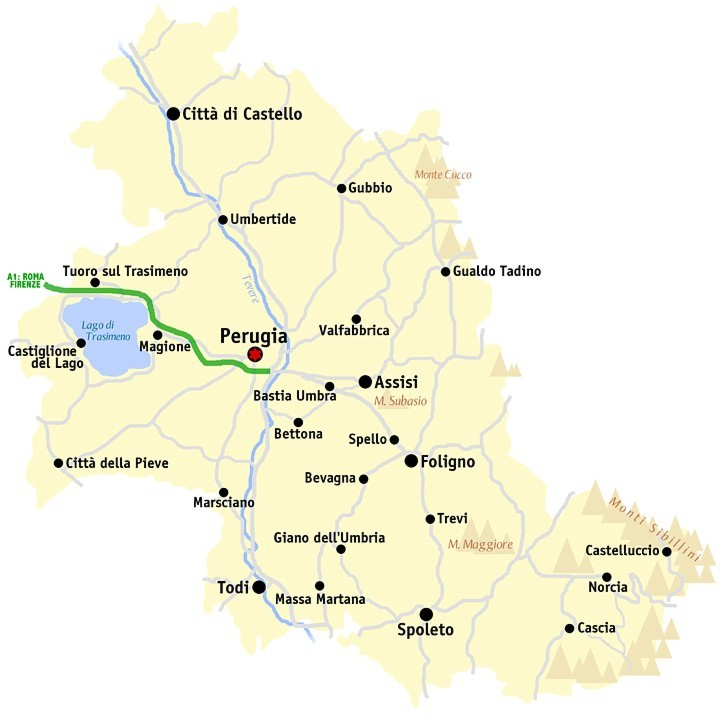
Мапа провінції

Межує на півночі і на сході з регіоном Марке (провінцією Пезаро і Урбіно, провінцією Анкона, провінцією Мачерата і провінцією Асколі-Пічено), на півдні з регіоном Лаціо (провінцією Рієті) і з провінцією Терні, на заході з регіоном Тоскана (провінцією Сьєна і провінцією Ареццо).